# Поппэ, Анджей
Андре́й (А́нджей) Вито́льдович По́ппэ (пол. Andrzej Poppe; 12 июля 1926, Воломин, Радзыминский повет, Варшавское воеводство, Польша — 31 января 2019, Варшава) — польский историк, профессор, doctor habilitatus. Специалист по истории средневековой Руси, ученик Александра Гейштора, учитель Иеронима Граля.

## Биография
Военные события Второй мировой войны не дали возможность продолжить обучение в средней школе, только в 1950 году он её закончил. В том же году он становится студентом исторического факультета Варшавского университета. В 1955 году произошла защита магистерской диссертации. С 1955 по 1959 год прошёл аспирантуру в Институте истории материальной культуры Польской академии наук. В 1960 году защитил докторскую диссертацию по теме «Житие Бориса и Глеба на фоне древнерусской историографии XI в.».

Как отмечает историк Юрий Артамонов: В течение 60 лет научной деятельности подготовил около 300 печатных работ, значительная часть которых посвящена истории государства и Церкви в Древней Руси. Богатая эрудиция, владение методикой источниковедческого анализа, педантичная скрупулёзность в изучении фактов позволили Анджею Поппэ выдвинуть ряд ярких гипотез, получивших признание в науке. К ним прежде всего необходимо отнести рассмотрение истории крещения Руси как результата русско-византийского политического соглашения 987 года; обоснование тезиса об учреждении Киевской митрополии князем Владимиром сразу после официального принятия христианства; предположение о возникновении в 3-й четверти XI века титулярных митрополий в Чернигове и Переяславе Южном в связи с особенностями политической ситуации на Руси, сложившейся после смерти Ярослава Мудрого. Наконец, польскому историку принадлежит одна из первых попыток дать краткую историю Древнерусской Церкви в лице её архиереев, а также комплексное изучение развития системы епископских кафедр Киевской митрополии.
Все работы его впечатляют солиднейшей проработкой источников и энциклопедическим знанием литературы вопроса.
— Александр Зимин.

## Публикации
статьи
- Русские митрополии Константинопольской патриархии в XI столетии // Византийский временник. Т. 28. — М., 1968. — С. 85-108; Т. 29. — М., 1969. — С. 95-104;
- The Рolitical Background to the Baptism of Rusе: Byzantine-Russian Relations between 986-89 // Dumbarton Oaks Papers. 1976. — № 30. — P. 195—244; [Поппэ А. Политическая подоплека крещения Руси: византийско-русские отношения между 986-89 гг. // Dumbarton Oaks Papers. 1976. № 30. С. 195—244;]
- О причинах похода Владимира Святославича на Корсунь, 988—989 гг. // Вестник МГУ. Сер. 8: История. 1978. — № 2. — С. 45-58;
- Истоки церковной организации Древнерусского государства // Становление раннефеодальных славянских государств. — Киев, 1972. — С. 132—139.
- Древнерусская надпись XII столетия на рукоятке ножа из Дрогичина // Проблемы источниковедения. М., 1956. — Вып. 5. — С. 328‒333.
- Заснування Софiї Київської // Український iсторичний журнал. 1965. № 9. С. 97‒104. Поппе А. Основание Софии Киевской // Украинский исторический журнал. 1965. — № 9. — С. 97-104. [Поппе А. Основание Софии Киевской // Украинский исторический журнал. 1965. № 9. С. 97-104.]
- Учредительная грамота Смоленской епископии // АЕ за 1965 год. — М., 1966. — С. 59‒71.
- О роли иконографических изображений в изучении литературных произведений о Борисе и Глебе // ТОДРЛ. — М.; Л., 1966. — Т. 22. -С. 24‒45.
- Граффiтi й дата спорудження Софiї Київскої // Український iсторичний журнал. 1968. № 9. С. 93‒97. [Поппе А. Граффити и дата постройки Софии Киевской // Украинский исторический журнал. 1968. № 9. С. 93-97.]
- Русские митрополии Константинопольской патриархии, 1‒2 // Византийский временник. М., 1968. — Т. 28. — С. 85‒108.
- Русские митрополии Константинопольской патриархии, 3 // Византийский временник. М., 1969. — Т. 29. — С. 95‒104.
- Заснування митрополiї Русi в Київi // Український iсторичний журнал. 1969. — № 6. — С. 91‒105. [Поппе А. Основание митрополии Руси в Киеве // Украинский исторический журнал. 1969. № 6. С. 91-105.]
- Русско-византийские церковно-политические отношения в середине XI века // История СССР. 1970. — № 3. — С. 108‒124.
- О времени зарождения культа Бориса и Глеба // Russia Mediaevalis. — München, 1973. — T. 1. — C. 6‒29.
- Родословная Мстиши Свенельдича // Летописи и хроники. — М., 1974. Сборник статей 1973: Памяти А. Н. Насонова. — С. 64‒91.
- К вопросу об ультрамартовском стиле в Повести временных лет // История СССР. 1974. — № 4. — С. 175‒178.
- К истории романских дверей Софии Новгородской // Средневековая Русь. Сборник памяти Н. Н. Воронина. — М., 1976. — С. 191‒200.
- Сообщение русского паломника о церковной организации Кипра в XII в. // Έπετερίς τοῦ Κέντρου Έπιστημονικῶν Έρευνῶν. Λευκωσία, 1977. — T. 8 (1975—1977). — С. 53‒72.
- «Ис курилоцѣ» и «ис куриловицѣ» // Journal of Slavic Linguistics and Poetics. 1985. — Vol. 31‒32. — P. 319‒350.
- Политический фон крещения Руси (русско-византийские отношения в 986—989 гг.) // Как была крещена Русь. 2-е изд. — М., 1990. — С. 202‒240.
- О зарождении культа св. Бориса и Глеба и о посвященных им произведениях // Russia Mediaevalis. München, 1995. — T. VIII, 1. — С. 21‒68.
- Князь Владимир как христианин // Русская литература. 1995. — № 2. — С. 35‒46.
- Митрополиты и князья Киевской Руси // Подскальски Г. Христианство и богословская литература в Киевской Руси (988‒1237 гг.). — СПб., 1996. — С. 441‒499.
  - Митрополиты Киевской Руси // Щапов Я. Н. Государство и церковь Древней Руси X‒XIII вв. — М., 1989. — С. 191‒206.
- К дискуссии о времени постройки Софии Киевской // Проблемы истории древнерусского зодчества (по материалам архитектурно-археологических чтений, посвященных памяти П. А. Раппопорта, 15‒19 января 1990 г.). СПб., 1996. С. 21‒24.
- Феофана Новгородская // Новгородский исторический сборник. — СПб., 1997. — Вып. 6 (16). — С. 102‒120.

книги
- (перевод) A. E. Kunina, Klęska amerykańskich planów zdobycia panowania nad światem w latach 1917—1920, tł. z jęz. ros. A. Poppe, Warszawa: «Książka i Wiedza» 1952. А. Е. Кунина, Разгром американских планов завоевания мирового господства в 1917—1920 годах, пер. с английского роз А. Поппе, Варшава: «Книга и знание», 1952.
- (перевод) Borys Grekov, Chłopi na Rusi od czasów najdawniejszych do XVII wieku, t.1-2, tł. Andrzej Poppe, Antoni Rybarski[пол.], Andrzej Sienkiewicz, Warszawa: Państwowe Wydawnictwo Naukowe 1955—1957. Борис Греков, Крестьяне на Руси с древнейших времён до XVII века, т. 1-2, пер. Анджей Поппе, Антоний Рыбарский, Анджей Сенкевич, Варшава: Государственное научное издательство, 1955—1957.]
- Materiały do słownika terminów budownictwa staroruskiego X—XV w., Wrocław: Zakład Narodowy im. Ossolińskich Wydawnictwo PAN 1962. Материалы к словарю древнерусских строительных терминов 10-15 вв., Вроцлав: Национальная библиотека имени Оссолинских, Польская академия наук, 1962 г.
- (редакция) Zygmunt Świechowski[пол.], Budownictwo romańskie w Polsce: katalog zabytków, teksty źródłowe i bibliogr. sprawdził i uzup. Andrzej Poppe przy współpr. Krystyny Białoskórskiej, Wrocław: Zakład Narodowy im. Ossolińskich Wydawnictwo PAN 1963. [Зигмунт Свеховский, Романское строительство в Польше: каталог памятников, исходные тексты и библиография. Проверено и дополнено Анджеем Поппе совместно с Кристиной Бялоскорской, Вроцлав: Национальная библиотека имени Оссолинских, Польская академия наук, 1963.]
- Materiały do dziejów tkaniny staroruskiej: terminologia źródeł pisanych, Wrocław: Zakład Narodowy im. Ossolińskich Wydawnictwo PAN 1965. [Материалы к истории древнерусского текстиля: терминология письменных источников, Вроцлав: Национальная библиотека имени Оссолинских, Польская академия наук, 1965.]
- Państwo i kościół na Rusi w XI wieku, Warszawa: Państwowe Wydawnictwo Naukowe 1968. [Государство и церковь на Руси в XI веке, Варшава: Государственное научное издательство, 1968.]
- The Rise of Christian Russia, London: Variorum Reprints 1982. Collected Studies 157 (zbiór artykułów). [Подъем христианской России, Лондон: Variorum Reprints[англ.], 1982. Сборник исследований 157 (сборник статей).]
- Как была крещена Русь, Москва: Издательство политической литературы, 1988, 1989.
- Mihajlo Gruševs’kij, History of Ukraine-Rus, t.1: From prehistory to the eleventh century, transl. by Marta Skorupsky, ed. by Andrzej Poppe and Frank E. Sysyn with the assistance of Uliana M. Pasicznyk, Edmonton — Toronto: Canadian Institute of Ukrainian Studies Press 1997. Михайло Грушевский, История Украины-Руси, том 1: От предыстории до одиннадцатого века, пер. Марта Скорупски, под редакцией Анджея Поппе и [[Фрэнка Э. Сисина при содействии Ульяны М. Пасичник, Эдмонтон — Торонто: Canadian Institute of Ukrainian Studies Press, 1997.]
- Берестяные грамоты: 50 лет открытия и изучения. Материалы международной конференции Великий Новгород, 24-27 сентября 2001 г., под общей ред. В. Л. Янина, редкол. А. А. Гиппиус et al., Исторический Факультет МГУ им. М. В. Ломоносова, Новгородский Государственный Объединённый Историко-Художественный Музей-Заповедник, Центр по Организации и Обеспечению Археологических Исследований Новогорода, Москва: «Indrik» 2003.